# Candidati al premio Nobel per la chimica
Il Premio Nobel per la chimica (in svedese Nobelpriset i kemi) viene assegnato ogni anno dall'Accademia svedese.
Ogni anno, l'Accademia svedese invia regolarmente richieste di nomina di candidati al Premio Nobel per la chimica. In prima battuta viene chiesto a circa 3.000 scienziati specializzati in chimica di nominare dei candidati. I nomi dei candidati non vengono mai resi pubblici e gli scienziati stessi non vengono a conoscenza di essere stati presi in considerazione per il premio (le liste rimangono sigillate per 50 anni). Questa lista viene poi discussa dal comitato di esperti nome per nome, fino a quando non rimane un elenco di circa 250-300 nomi, inviato a selezionati esperti del settore, che scelgono una lista ristretta e scrivono al comitato una serie di raccomandazioni sui nomi scelti. A quel punto il comitato dell'Accademia reale delle scienze procede all'ultima scrematura e manda un report con le sue conclusioni e raccomandazioni all'Accademia delle scienze. I membri dell'Accademia si incontrano in due diverse occasioni per procedere alla decisione finale sul vincitore, che viene deciso tramite votazione inappellabile.
Le registrazioni delle candidature sono tenute segrete per 50 anni, e successivamente vengono rese pubbliche. Al 2024 quindi sono disponibili le candidature presentate dal 1901 al 1972.

## Elenco dei candidati
Nota: nel seguente elenco i nomi dei candidati che poi hanno vinto il premio sono indicati in grassetto, così come l'anno della vittoria. Quelli che hanno vinto un Nobel in una disciplina diversa dalla chimica sono indicati in grassetto corsivo.

### 1901–1909
| Ritratto | Nome                         | Anni delle candidature                                                                               | Note                         |
| -------- | ---------------------------- | --- | ---------------------------- |
|          | Jacobus Henricus van 't Hoff | 1901                                                                                                 | Premio Nobel vinto nel 1901. |
|          | Emil Fischer                 | 1901, 1902, 1916, 1919                                                                               | Premio Nobel vinto nel 1902. |
|          | Svante Arrhenius             | 1901, 1902, 1903                                                                                     | Premio Nobel vinto nel 1903. |
|          | Henri Moissan                | 1901, 1902, 1903, 1904, 1905, 1906                                                                   | Premio Nobel vinto nel 1906. |
|          | Zdenko Hans Skraup           | 1901                                                                                                 | [ 7 ]                        |
|          | Marcellin Berthelot          | 1901, 1902, 1903, 1904, 1906, 1907                                                                   | [ 8 ]                        |
|          | William Jackson Pope         | 1901, 1907, 1927                                                                                     | [ 9 ]                        |
|          | William Ramsay               | 1902, 1903, 1904                                                                                     | Premio Nobel vinto nel 1904. |
|          | Adolf von Baeyer             | 1902, 1903, 1904, 1905                                                                               | Premio vinto nel 1905.       |
|          | Theodore William Richards    | 1902, 1905, 1908, 1909, 1910, 1911, 1912, 1913, 1914, 1915                                           | Premio vinto nel 1914.       |
|          | Rudolf Knietsch              | 1902                                                                                                 | [ 13 ]                       |
|          | Johannes Wislicenus          | 1902                                                                                                 | [ 14 ]                       |
|          | Oliver Wolcott Gibbs         | 1902                                                                                                 | [ 15 ]                       |
|          | Edward Williams Morley       | 1902, 1908, 1910                                                                                     | [ 16 ]                       |
|          | Armand Gautier               | 1902, 1916                                                                                           | [ 17 ]                       |
|          | Harmon Northrop Morse        | 1903, 1910                                                                                           | [ 18 ]                       |
|          | Wilhelm Ostwald              | 1904, 1905, 1906, 1907, 1908, 1909                                                                   | Premio Nobel vinto nel 1909. |
|          | Eduard Buchner               | 1905, 1907                                                                                           | Premio Nobel vinto nel 1907. |
|          | Dmitrij Ivanovič Mendeleev   | 1905, 1906, 1907                                                                                     | [ 21 ]                       |
|          | Giacomo Ciamician            | 1905, 1907, 1908, 1911, 1912, 1914, 1916, 1919, 1921                                                 | [ 22 ]                       |
|          | Henri Le Châtelier           | 1905, 1907, 1908, 1909, 1914, 1915, 1920, 1921, 1922, 1926, 1927, 1928, 1929, 1930, 1931, 1934       | [ 23 ]                       |
|          | Walther Nernst               | 1906, 1907, 1908, 1909, 1910, 1911, 1912, 1913, 1914, 1915, 1916, 1917, 1920, 1921                   | Premio Nobel vinto nel 1921. |
|          | Victor Grignard              | 1906, 1909, 1910, 1912, 1928                                                                         | Premio Nobel vinto nel 1912. |
|          | Paul Sabatier                | 1907, 1909, 1911, 1912, 1928, 1929                                                                   | Premio Nobel vinto nel 1912. |
|          | Ernest Rutherford            | 1907, 1908                                                                                           | Premio Nobel vinto nel 1908. |
|          | Otto Wallach                 | 1907, 1908, 1910                                                                                     | Premio Nobel vinto nel 1910. |
|          | Alfred Werner                | 1907, 1908, 1911, 1912, 1913                                                                         | Premio Nobel vinto nel 1913. |
|          | Fredrik Kjellin              | 1907                                                                                                 | [ 30 ]                       |
|          | Stanislao Cannizzaro         | 1907                                                                                                 | [ 31 ]                       |
|          | Sophus Mads Jørgensen        | 1907                                                                                                 | [ 32 ]                       |
|          | William Crookes              | 1907, 1908, 1909, 1910                                                                               | [ 33 ]                       |
|          | Heinrich Caro                | 1907, 1910                                                                                           | [ 34 ]                       |
|          | Adolph Frank                 | 1907, 1910, 1916                                                                                     | [ 35 ]                       |
|          | Samuel Eyde                  | 1907, 1909, 1913                                                                                     | [ 36 ]                       |
|          | Kristian Birkeland           | 1907, 1909, 1912, 1913                                                                               | [ 37 ]                       |
|          | Theodor Curtius              | 1907, 1908, 1909, 1910, 1913, 1914, 1916, 1917, 1919, 1921, 1922, 1923, 1924                         | [ 38 ]                       |
|          | Albin Haller                 | 1907, 1912, 1916, 1919, 1920, 1921, 1922, 1923, 1924, 1925                                           | [ 39 ]                       |
|          | Richard Willstätter          | 1908, 1909, 1911, 1912, 1913, 1914, 1915                                                             | Premio vinto nel 1915.       |
|          | Frederick Soddy              | 1908, 1918, 1919, 1922                                                                               | Premio Nobel vinto nel 1922. |
|          | Albrecht Kossel              | 1908                                                                                                 | [ 42 ]                       |
|          | Gustaf de Laval              | 1908                                                                                                 | [ 43 ]                       |
|          | Georg Lunge                  | 1908                                                                                                 | [ 44 ]                       |
|          | Arthur Rudolf Hantzsch       | 1908, 1927                                                                                           | [ 45 ]                       |
|          | Edmund Oskar von Lippmann    | 1909                                                                                                 | [ 46 ]                       |
|          | Hans Heinrich Landolt        | 1909, 1910                                                                                           | [ 47 ]                       |
|          | Otto Schönherr               | 1909, 1912                                                                                           | [ 48 ]                       |
|          | Karl Engler                  | 1909, 1910, 1911, 1916                                                                               | [ 49 ]                       |
|          | Jean-Baptiste Senderens      | 1909, 1928, 1929                                                                                     | [ 50 ]                       |
|          | Gabriel Bertrand             | 1909, 1928, 1929, 1931, 1932, 1933, 1934, 1935, 1942, 1944, 1946, 1947, 1948, 1949, 1950, 1955, 1957 | [ 51 ]                       |

### 1910–1919
| Ritratto | Nome                                   | Anni delle candidature | Note                                         |
| -------- | -------------------------------------- | --- | -------------------------------------------- |
|          | Carl Theodore Liebermann               | 1910 | [ 52 ]                                       |
|          | Walther Spring                         | 1910 | [ 53 ]                                       |
|          | Pierre-Émile Martin                    | 1910 | [ 54 ]                                       |
|          | James Dewar                            | 1910, 1911 | [ 55 ]                                       |
|          | Heike Kamerlingh Onnes                 | 1910, 1911 | Premio Nobel per la fisica vinto nel 1913.   |
|          | Marie Curie                            | 1911 | [ 57 ]                                       |
|          | Paul Ehrlich                           | 1911 | Premio Nobel per la medicina vinto nel 1908. |
|          | Sahachiro Hata                         | 1911 | [ 59 ]                                       |
|          | William Henry Perkin, Jr.              | 1911, 1912, 1913, 1914, 1918, 1919, 1920, 1925, 1929                                                                         | [ 60 ]                                       |
|          | Angelo Angeli                          | 1911, 1913, 1917, 1922, 1924, 1926, 1928, 1931                                                                               | [ 61 ]                                       |
|          | Gustav Heinrich Johann Apollon Tammann | 1911, 1915, 1921, 1922, 1923, 1924, 1926, 1927, 1928, 1929, 1930, 1931, 1933, 1935, 1936, 1937                               | [ 62 ]                                       |
|          | Fritz Haber                            | 1912, 1913, 1915, 1916, 1918, 1919                                                                                           | Premio Nobel vinto nel 1919.                 |
|          | Hilaire de Chardonnet                  | 1912 | [ 64 ]                                       |
|          | Philippe Barbier                       | 1912, 1920, 1922 | [ 65 ]                                       |
|          | Georges Urbain                         | 1912, 1913, 1915, 1916, 1917, 1920, 1921, 1922, 1923, 1924, 1925, 1926, 1927, 1928, 1929, 1930, 1931, 1932, 1933, 1934, 1936 | [ 66 ]                                       |
|          | Richard Adolf Zsigmondy                | 1913, 1915, 1921, 1922, 1923, 1924, 1926                                                                                     | Premio Nobel vinto nel 1926.                 |
|          | Karol Olszewski                        | 1913 | [ 68 ]                                       |
|          | Theodor Zincke                         | 1913 | [ 69 ]                                       |
|          | William Küster                         | 1913 | [ 70 ]                                       |
|          | Leon Marchlewski                       | 1913 | [ 71 ]                                       |
|          | Carl Harries                           | 1913, 1914, 1915, 1917 | [ 72 ]                                       |
|          | Albert Recoura                         | 1913, 1915, 1921, 1922, 1924                                                                                                 | [ 73 ]                                       |
|          | Otto Hahn                              | 1914, 1923, 1924, 1925, 1929, 1930, 1933, 1934,1936, 1937, 1939, 1941, 1942, 1943, 1944, 1945, 1946                          | Premio Nobel vinto nel 1944.                 |
|          | Ernst Schmidt                          | 1914 | [ 75 ]                                       |
|          | Alexander Tschirch                     | 1914, 1917, 1928 | [ 76 ]                                       |
|          | Paul Walden                            | 1914, 1920, 1927, 1934, 1947, 1948, 1954                                                                                     | [ 77 ]                                       |
|          | William Henry Bragg                    | 1915 | Premio Nobel per la fisica vinto nel 1915.   |
|          | Henry Moseley                          | 1915 | [ 79 ]                                       |
|          | Charles Galton Darwin                  | 1915 | [ 78 ]                                       |
|          | Édouard Branly                         | 1915 | [ 80 ]                                       |
|          | Eugen Herzfeld                         | 1915 | [ 81 ]                                       |
|          | Emanuele Paternò                       | 1915 | [ 82 ]                                       |
|          | Emil Abderhalden                       | 1915, 1918 | [ 83 ]                                       |
|          | Jean Baptiste Perrin                   | 1915, 1919, 1920, 1922, 1923, 1924, 1925, 1926                                                                               | Premio Nobel per la fisica vinto nel 1926    |
|          | Theodor Svedberg                       | 1916, 1918, 1919, 1920, 1923, 1924, 1926                                                                                     | Premio Nobel vinto nel 1926.                 |
|          | Carl Bosch                             | 1916, 1920, 1926, 1929, 1930, 1931                                                                                           | Premio Nobel vinto nel 1931                  |
|          | Émile Bourquelot                       | 1916 | [ 87 ]                                       |
|          | Frank Wigglesworth Clarke              | 1916 | [ 88 ]                                       |
|          | Felix Ehrlich                          | 1916 | [ 89 ]                                       |
|          | Josef Maria Eder                       | 1916, 1921 | [ 90 ]                                       |
|          | Fritz Pregl                            | 1917, 1922, 1923 | Premio Nobel vinto nel 1923.                 |
|          | Knut Jacob Beskow                      | 1917 | [ 92 ]                                       |
|          | Arthur Ramén                           | 1917 | [ 93 ]                                       |
|          | Philippe-Auguste Guye                  | 1917, 1918, 1919, 1920, 1921, 1922                                                                                           | [ 94 ]                                       |
|          | Amé Pictet                             | 1917, 1920, 1924, 1926, 1929, 1930, 1931, 1932, 1933                                                                         | [ 91 ]                                       |
|          | Hartog Jacob Hamburger                 | 1918 | [ 95 ]                                       |
|          | Michail Semënovič Cvet                 | 1918 | [ 96 ]                                       |
|          | Wilhelm Schlenk                        | 1918, 1920, 1924, 1925, 1929                                                                                                 | [ 97 ]                                       |
|          | Martinus Beijerinck                    | 1919, 1920 | [ 98 ]                                       |
|          | Edward Curtis Franklin                 | 1919, 1921 | [ 99 ]                                       |

### 1920–1929
| Ritratto | Nome                       | Anni delle candidature                                                                               | Note                                         |
| -------- | -------------------------- | --- | -------------------------------------------- |
|          | Niels Bohr                 | 1920, 1929                                                                                           | Premio Nobel per la fisica nel 1922          |
|          | Otto Philipp Fischer       | 1920                                                                                                 | [ 101 ]                                      |
|          | Arthur Amos Noyes          | 1920                                                                                                 | [ 102 ]                                      |
|          | Domingo Emilio Noelting    | 1920                                                                                                 | [ 103 ]                                      |
|          | Ossian Aschan              | 1920, 1922, 1923, 1924, 1925, 1931, 1936                                                             | [ 104 ]                                      |
|          | Charles Moureu             | 1921, 1929                                                                                           | [ 105 ]                                      |
|          | Søren Sørensen             | 1921, 1922, 1923, 1924, 1932, 1933, 1934, 1935                                                       | [ 106 ]                                      |
|          | Herbert Freundlich         | 1921, 1928, 1936                                                                                     | [ 107 ]                                      |
|          | Moses Gomberg              | 1921, 1922, 1924, 1927, 1928, 1929, 1938, 1940                                                       | [ 108 ]                                      |
|          | Sergej Vinogradskij        | 1921, 1952                                                                                           | [ 109 ]                                      |
|          | Francis William Aston      | 1922                                                                                                 | Premio Nobel vinto nel 1922.                 |
|          | Arnold Frederick Holleman  | 1922                                                                                                 | [ 111 ]                                      |
|          | Carl Auer von Welsbach     | 1922, 1923, 1923, 1925, 1929                                                                         | [ 112 ]                                      |
|          | Nikodem Caro               | 1922, 1932, 1933                                                                                     | [ 113 ]                                      |
|          | Gilbert Newton Lewis       | 1922, 1924, 1925, 1926, 1929, 1930, 1931, 1932, 1933, 1934, 1935, 1940, 1941, 1942, 1943, 1944, 1946 | [ 114 ]                                      |
|          | Henry Siedentopf           | 1923, 1924                                                                                           | [ 115 ]                                      |
|          | Frederick Belding Power    | 1923, 1925                                                                                           | [ 116 ]                                      |
|          | Heinrich Otto Wieland      | 1924, 1925, 1926, 1927, 1928, 1933, 1934                                                             | Premio Nobel vinto nel 1928.                 |
|          | Hans von Euler-Chelpin     | 1924, 1925, 1926, 1927, 1928, 1929                                                                   | Premio Nobel vinto nel 1929.                 |
|          | George de Hevesy           | 1924, 1927, 1929, 1933, 1934, 1935, 1936, 1939, 1940, 1941, 1942, 1943, 1944                         | Premio Nobel vinto nel 1944.                 |
|          | Friedrich Emich            | 1924, 1925                                                                                           | [ 120 ]                                      |
|          | Dirk Coster                | 1924, 1927, 1929, 1933                                                                               | [ 121 ]                                      |
|          | Lise Meitner               | 1924, 1925, 1929, 1930, 1933, 1934, 1936, 1937, 1939, 1941, 1942, 1946, 1947, 1948                   | [ 122 ]                                      |
|          | André-Louis Debierne       | 1925                                                                                                 | [ 123 ]                                      |
|          | John Jacob Abel            | 1925, 1926, 1927                                                                                     | [ 124 ]                                      |
|          | Adolf Windaus              | 1926, 1927, 1928                                                                                     | Premio Nobel vinto nel 1928.                 |
|          | Fritz Foerster             | 1926                                                                                                 | [ 126 ]                                      |
|          | Piero Ginori Conti         | 1926                                                                                                 | [ 127 ]                                      |
|          | Giuseppe Oddo              | 1926                                                                                                 | [ 128 ]                                      |
|          | Casimir Funk               | 1926, 1946                                                                                           | [ 129 ]                                      |
|          | Paul Pascal                | 1926, 1927, 1949, 1957, 1958, 1960                                                                   | [ 130 ]                                      |
|          | Irving Langmuir            | 1927, 1928, 1929, 1931, 1932                                                                         | Premio Nobel vinto nel 1932.                 |
|          | Peter Debye                | 1927, 1928, 1929, 1931, 1932, 1933, 1934, 1935, 1936                                                 | Premio Nobel vinto nel 1936.                 |
|          | Frederick Gowland Hopkins  | 1927                                                                                                 | Premio Nobel per la medicina vinto nel 1929. |
|          | Herbert Baker              | 1927                                                                                                 | [ 134 ]                                      |
|          | Ernst Cohen                | 1927                                                                                                 | [ 135 ]                                      |
|          | Olof Hammarsten            | 1927                                                                                                 | [ 136 ]                                      |
|          | Julius Bredt               | 1927                                                                                                 | [ 137 ]                                      |
|          | Kurt Gustav Peters         | 1927                                                                                                 | [ 138 ]                                      |
|          | Friedrich Paneth           | 1927, 1932, 1935, 1939, 1948, 1952, 1953, 1954, 1955, 1956, 1957, 1958                               | [ 139 ]                                      |
|          | Niels Bjerrum              | 1927, 1931, 1956                                                                                     | [ 140 ]                                      |
|          | Robert Robinson            | 1928, 1933, 1935, 1936, 1938, 1939, 1940, 1941, 1942, 1943, 1944, 1945, 1946, 1947                   | Premio Nobel vinto nel 1947.                 |
|          | Samuel Colville Lind       | 1928                                                                                                 | [ 142 ]                                      |
|          | Kazimierz Fajans           | 1928, 1934                                                                                           | [ 143 ]                                      |
|          | Bruno Tacke                | 1928, 1936                                                                                           | [ 144 ]                                      |
|          | Hans Fischer               | 1928, 1929, 1930                                                                                     | Premio Nobel vinto nel 1930.                 |
|          | Alfred Fabian Hess         | 1929                                                                                                 | [ 146 ]                                      |
|          | Arthur Harden              | 1929                                                                                                 | Premio Nobel vinto nel 1929.                 |
|          | Friedrich Bergius          | 1929, 1931                                                                                           | Premio Nobel vinto nel 1931.                 |
|          | Walter Norman Haworth      | 1929, 1930, 1931, 1934, 1935, 1936, 1937                                                             | Premio Nobel vinto nel 1937.                 |
|          | Otto Heinrich Warburg      | 1929, 1931, 1960                                                                                     | Premio Nobel per la medicina vinto nel 1931. |
|          | George Barger              | 1929                                                                                                 | [ 151 ]                                      |
|          | Charles Harington          | 1929                                                                                                 | [ 152 ]                                      |
|          | Kurt Bennewitz             | 1929                                                                                                 | [ 153 ]                                      |
|          | Johannes van Laar          | 1929                                                                                                 | [ 154 ]                                      |
|          | Alfred Stock               | 1929                                                                                                 | [ 155 ]                                      |
|          | Carl Neuberg               | 1929, 1930, 1931, 1932, 1933, 1934, 1935                                                             | [ 156 ]                                      |
|          | Frédéric Swarts            | 1929, 1932, 1933, 1935                                                                               | [ 157 ]                                      |
|          | Max Bodenstein             | 1929, 1930, 1931, 1932, 1933, 1934, 1935, 1936, 1937                                                 | [ 158 ]                                      |
|          | Otto Ruff                  | 1929, 1930, 1931, 1932, 1933, 1934, 1935, 1936, 1937                                                 | [ 159 ]                                      |
|          | Victor Goldschmidt         | 1929, 1930, 1931, 1932, 1933, 1934, 1936, 1940                                                       | [ 160 ]                                      |
|          | Johannes Nicolaus Brønsted | 1929, 1933, 1948, 1949                                                                               | [ 161 ]                                      |
|          | Charles Dufraisse          | 1929, 1948, 1950, 1952, 1954, 1956, 1958                                                             | [ 162 ]                                      |

### 1930–1939
| Ritratto | Nome                       | Anni delle candidature                                                             | Note                                         |
| -------- | -------------------------- | ---------------------------------------------------------------------------------- | -------------------------------------------- |
|          | Percy Williams Bridgman    | 1930                                                                               | Premio Nobel per la fisica vinto nel 1946.   |
|          | Carl F. Schmidt            | 1930                                                                               | [ 164 ]                                      |
|          | Arnold Eucken              | 1930, 1934                                                                         | [ 165 ]                                      |
|          | Karl-Friedrich Bonhoeffer  | 1930, 1934, 1937, 1952                                                             | [ 166 ]                                      |
|          | Lavoslav Ružička           | 1931, 1935, 1936, 1937, 1938, 1939                                                 | Premio Nobel vinto nel 1939.                 |
|          | Hermann Staudinger         | 1931, 1932, 1934, 1935, 1939, 1941, 1946, 1947, 1948, 1949, 1950, 1951, 1952, 1953 | Premio Nobel vinto nel 1953.                 |
|          | Werner Schulemann          | 1931                                                                               | [ 169 ]                                      |
|          | Karl von Auwers            | 1931                                                                               | [ 170 ]                                      |
|          | Frederick George Donnan    | 1931, 1933                                                                         | [ 171 ]                                      |
|          | Peter Klason               | 1931, 1932, 1934, 1935                                                             | [ 172 ]                                      |
|          | James Irvine               | 1931, 1935, 1936                                                                   | [ 173 ]                                      |
|          | Werner Kuhn                | 1931, 1952, 1956, 1957, 1958, 1959, 1960, 1961, 1962, 1963, 1964                   | [ 174 ]                                      |
|          | Paul Karrer                | 1932, 1933, 1934, 1935, 1936, 1937                                                 | Premio Nobel vinto nel 1937.                 |
|          | Richard Kuhn'              | 1932, 1935, 1936, 1937, 1939                                                       | Premio Nobel vinto nel 1939.                 |
|          | Otto Diels                 | 1932, 1933, 1934, 1935, 1936, 1937, 1942, 1943, 1944, 1949, 1950                   | Premio Nobel vinto nel 1950.                 |
|          | Gustav Embden              | 1932                                                                               | [ 178 ]                                      |
|          | Walter Noddack             | 1932, 1933, 1934, 1935, 1937                                                       | [ 179 ]                                      |
|          | Ida Tacke Noddack          | 1933, 1935, 1937                                                                   | [ 180 ]                                      |
|          | Artturi Ilmari Virtanen    | 1933, 1934, 1935, 1936, 1937, 1938, 1939, 1941, 1942, 1943, 1945                   | Premio vinto nel 1946.                       |
|          | Ernst Späth                | 1933                                                                               | [ 182 ]                                      |
|          | Emil Votoček               | 1933                                                                               | [ 183 ]                                      |
|          | Adolf Butenandt            | 1934, 1935, 1936, 1938, 1939                                                       | Premio Nobel vinto nel 1939.                 |
|          | Jaroslav Heyrovský         | 1934, 1938, 1940, 1944, 1947, 1950, 152, 153, 1954, 1955, 1956, 1957, 1958, 1959   | Premio Nobel vinto nel 1958.                 |
|          | Harold Clayton Urey        | 1934                                                                               | Premio Nobel vinto nel 1934.                 |
|          | Edward Wight Washburn      | 1934                                                                               | [ 187 ]                                      |
|          | Louis Camille Maillard     | 1934                                                                               | [ 188 ]                                      |
|          | Fritz Kögl                 | 1934, 1935, 1936, 1937, 1940, 1941, 1943, 1944, 1945, 1948, 1949, 1950, 1951       | [ 189 ]                                      |
|          | Erik Karl Mauritz Hägglund | 1934, 1956                                                                         | [ 190 ]                                      |
|          | Frédéric Joliot            | 1935                                                                               | Premio Nobel vinto nel 1935.                 |
|          | Irène Joliot-Curie         | 1935                                                                               | Premio Nobel vinto nel 1935.                 |
|          | Enrico Fermi               | 1935, 1936, 1937                                                                   | Premio Nobel per la fisica vinto nel 1938.   |
|          | George Oliver Curme Jr.    | 1935                                                                               | [ 194 ]                                      |
|          | Phoebus Levene             | 1935                                                                               | [ 195 ]                                      |
|          | Colin Garfield Fink        | 1935                                                                               | [ 196 ]                                      |
|          | Max Bergmann               | 1935, 1950                                                                         | [ 197 ]                                      |
|          | William Giauque            | 1936, 1937, 1942, 1947, 1948, 1949                                                 | Premio vinto nel 1949.                       |
|          | Kurt Alder                 | 1936, 1942, 1943, 1944, 1949, 1950                                                 | Premio Nobel vinto nel 1950.                 |
|          | William Arthur Bone        | 1936                                                                               | [ 200 ]                                      |
|          | Jacob Heslinga             | 1936                                                                               | [ 201 ]                                      |
|          | Henri ter Meulen           | 1936                                                                               | [ 202 ]                                      |
|          | Otto Hönigschmid           | 1936                                                                               | [ 203 ]                                      |
|          | Jens Möller                | 1936                                                                               | [ 204 ]                                      |
|          | Umetaro Suzuki             | 1936                                                                               | [ 205 ]                                      |
|          | Wojciech Świętosławski     | 1936, 1950, 1957, 1958, 1960                                                       | [ 206 ]                                      |
|          | Hugo Theorell              | 1937, 1938, 1952, 1953, 1954, 1955                                                 | Premio Nobel per la medicina vinto nel 1955. |
|          | Marc Tiffeneau             | 1937                                                                               | [ 208 ]                                      |
|          | Arthur Heinrich Binz       | 1937                                                                               | [ 209 ]                                      |
|          | Curt Räth                  | 1937                                                                               | [ 210 ]                                      |
|          | Franz Joseph Emil Fischer  | 1937                                                                               | [ 211 ]                                      |
|          | Fritz Hofmann              | 1937                                                                               | [ 212 ]                                      |
|          | Gustaf Komppa              | 1937, 1942, 1943, 1944, 1945                                                       | [ 213 ]                                      |
|          | Paul Harteck               | 1937, 1952                                                                         | [ 214 ]                                      |
|          | Fritz London               | 1937, 1942, 1950, 1963                                                             | [ 215 ]                                      |
|          | Wendell Meredith Stanley   | 1938, 1939, 1941, 1942, 1943, 1944, 1945, 1946                                     | Premio Nobel vinto nel 1946.                 |
|          | Jacob Böeseken             | 1938                                                                               | [ 217 ]                                      |
|          | William Draper Harkins     | 1938                                                                               | [ 218 ]                                      |
|          | Victor Henri               | 1938                                                                               | [ 219 ]                                      |
|          | Vladimir Ipatieff          | 1938, 1941, 1942, 1948, 1949, 1950                                                 | [ 220 ]                                      |
|          | Arthur Stoll               | 1938, 1940, 1942, 1950, 1951, 1952, 1953, 1954, 1957, 1959, 1960                   | [ 221 ]                                      |
|          | Frederick Charles Bawden   | 1939                                                                               | [ 222 ]                                      |
|          | Norman Pirie               | 1939                                                                               | [ 223 ]                                      |
|          | Georg Bredig               | 1939                                                                               | [ 224 ]                                      |
|          | Paul Job                   | 1939                                                                               | [ 225 ]                                      |
|          | Maurice Piettre            | 1939                                                                               | [ 226 ]                                      |
|          | Francesco Giordani         | 1939                                                                               | [ 227 ]                                      |
|          | Dorothy Maud Wrinch        | 1939                                                                               | [ 228 ]                                      |
|          | Ernest Fourneau            | 1939, 1940, 1949                                                                   | [ 229 ]                                      |
|          | Robley Cook Williams       | 1939, 1940, 1945, 1948, 1956                                                       | [ 230 ]                                      |

### 1940–1949
| Ritratto | Nome                                | Anni delle candidature | Note                                         |
| -------- | ----------------------------------- | --- | -------------------------------------------- |
|          | Linus Pauling                       | 1940, 1941, 1943, 1944, 1946, 1948, 1949, 1950, 1951, 1952, 1953, 1954, 1955                                                             | Premio Nobel vinto nel 1954.                 |
|          | Fritz Weigert                       | 1940 | [ 232 ]                                      |
|          | Jacques Tréfouël                    | 1940, 1944, 1946, 1950, 1951 | [ 233 ]                                      |
|          | Christopher Kelk Ingold             | 1940, 1948, 1949, 1950, 1951, 1953, 1954, 1955, 1956, 1957, 1958, 1959, 1960, 1961, 1962, 1963, 1964, 1965, 1966, 1967, 1968, 1969, 1970 | [ 234 ]                                      |
|          | John Howard Northrop                | 1940, 1941, 1942, 1943, 1944, 1945, 1946                                                                                                 | Premio Nobel vinto nel 1946.                 |
|          | James Batcheller Sumner             | 1941, 1944, 1945, 1946 | Premio Nobel vinto nel 1946.                 |
|          | Moses Kunitz                        | 1941 | [ 237 ]                                      |
|          | Rudolph Schoenheimer                | 1941 | [ 238 ]                                      |
|          | Paul Niggli                         | 1941 | [ 239 ]                                      |
|          | Donald Van Slyke                    | 1941, 1945 | [ 240 ]                                      |
|          | Albert Marcel Germain René Portevin | 1941, 1945, 1948, 1950, 1959 | [ 241 ]                                      |
|          | René Bernard Wurmser                | 1942 | [ 242 ]                                      |
|          | Ernest Kennaway                     | 1942, 1944 | [ 243 ]                                      |
|          | James Wilfred Cook                  | 1942, 1944, 1950, 1952 | [ 244 ]                                      |
|          | Walter Heitler                      | 1942, 1950, 1959, 1963, 1964, 1969, 1970                                                                                                 | [ 245 ]                                      |
|          | Tadeusz Reichstein                  | 1943, 1944, 1945, 1947, 1948, 1949, 1950                                                                                                 | Premio Nobel per la medicina vinto nel 1950. |
|          | Vincent du Vigneaud                 | 1944, 1945, 1947, 1948, 1949, 1950, 1951, 1952, 1954, 1955                                                                               | Premio Nobel vinto nel 1955.                 |
|          | Harry Steenbock                     | 1944 | [ 248 ]                                      |
|          | Edward Charles Dodds                | 1944 | [ 249 ]                                      |
|          | Klaus Clusius                       | 1944, 1946, 1947, 1948, 1949, 1950, 1951, 1952, 1953, 1954, 1955, 1956, 1957, 1958, 1959, 1961                                           | [ 250 ]                                      |
|          | Karl Paul Link                      | 1944, 1960 | [ 251 ]                                      |
|          | Henry Eyring                        | 1944, 1950, 1958, 1959, 1960, 1961, 1963, 1964, 1965, 1968, 1969, 1970                                                                   | [ 252 ]                                      |
|          | Arne Fredrik Westgren               | 1945 | [ 253 ]                                      |
|          | Glenn Theodore Seaborg              | 1946, 1948, 1949, 1950, 1951, 1955 | Premio Nobel vinto nel 1951.                 |
|          | Hans Adolf Krebs                    | 1946, 1950 | Premio Nobel per la medicina vinto nel 1953. |
|          | Robert Burns Woodward               | 1946, 1947, 1948, 1953, 1954, 1955, 1956, 1957, 1958, 1959, 1960, 1961, 1962, 1963, 1964, 1965                                           | Premio Nobel vinto nel 1965.                 |
|          | Hugh Stott Taylor                   | 1946 | [ 257 ]                                      |
|          | William von Eggers Doering          | 1946, 1947, 1968 | [ 258 ]                                      |
|          | Aleksandr Naumovič Frumkin          | 1946, 1962, 1963, 1964, 1965, 1966, 1967, 1968, 1969                                                                                     | [ 259 ]                                      |
|          | Nikolaj Nikolaevič Semënov          | 1946, 1947, 1948, 1950, 1955, 1956, 1957                                                                                                 | Premio Nobel vinto nel 1956.                 |
|          | Cyril Norman Hinshelwood            | 1947, 1948, 1949, 1951, 1952, 1953, 1955, 1956                                                                                           | Premio Nobel vinto nel 1956.                 |
|          | Arne Tiselius                       | 1947, 1948 | Premio Nobel vinto nel 1948.                 |
|          | Henri Devaux                        | 1947 | [ 263 ]                                      |
|          | Leó Szilárd                         | 1947 | [ 264 ]                                      |
|          | Novartis                            | 1947 | [ 265 ]                                      |
|          | Paul Läuge                          | 1947 | [ 266 ]                                      |
|          | Otto Robert Frisch                  | 1947, 1948 | [ 267 ]                                      |
|          | Edwin McMillan                      | 1948, 1951 | Premio Nobel vinto nel 1951.                 |
|          | Philip Abelson                      | 1948 | [ 269 ]                                      |
|          | Paul Lebeau                         | 1948 | [ 270 ]                                      |
|          | David Rittenberg                    | 1948 | [ 271 ]                                      |
|          | Alfred Mirsky                       | 1948 | [ 272 ]                                      |
|          | Paul Rabe                           | 1948 | [ 273 ]                                      |
|          | Gerhard Dickel                      | 1948 | [ 274 ]                                      |
|          | Joseph W. Kennedy                   | 1948 | [ 275 ]                                      |
|          | Pierre Armand Jacquet               | 1948, 1952, 1953, 1954, 1955, 1956, 1957                                                                                                 | [ 276 ]                                      |
|          | Morris Kharasch                     | 1948, 1952, 1953, 1954, 1955, 1956, 1957                                                                                                 | [ 277 ]                                      |
|          | Roger Adams                         | 1948, 1949, 1952, 1957, 1959, 1960 | [ 278 ]                                      |
|          | Hans Meerwein                       | 1948, 1952, 1953, 1954, 1956, 1957, 1958, 1959, 1960, 1961, 1962, 1963, 1964, 1965                                                       | [ 279 ]                                      |
|          | Arvid Hedvall                       | 1948, 1949, 1950, 1954, 1955, 1956, 1957, 1958, 1960, 1962, 1969                                                                         | [ 280 ]                                      |
|          | Chester Hamlin Werkman              | 1948, 1949, 1950, 1952 | [ 281 ]                                      |
|          | Albert Kluyver                      | 1949 | [ 282 ]                                      |
|          | Harland Goff Wood                   | 1949, 1950, 1952 | [ 283 ]                                      |
|          | Alexander Robertus Todd             | 1949, 1951, 1952, 1953, 1954, 1955, 1956, 1957                                                                                           | Premio Nobel vinto nel 1957.                 |
|          | Edward Calvin Kendall               | 1949 | Premio Nobel per la medicina vinto nel 1950. |
|          | Edwin Joseph Cohn                   | 1949 | [ 286 ]                                      |
|          | George William Heise                | 1949 | [ 287 ]                                      |
|          | Karl Miescher                       | 1949 | [ 288 ]                                      |
|          | George Malcolm Dyson                | 1949 | [ 289 ]                                      |
|          | Friedrich Richter                   | 1949 | [ 290 ]                                      |
|          | Domingo Giribaldo                   | 1949 | [ 291 ]                                      |
|          | Ralph Walter Graystone Wyckoff      | 1949, 1952 | [ 292 ]                                      |
|          | David Keilin                        | 1949, 1950, 1954, 1955, 1960 | [ 293 ]                                      |
|          | Karl August Folkers                 | 1949, 1954, 1958, 1961, 1962 | [ 294 ]                                      |
|          | Walter Reppe                        | 1949, 1950, 1951, 1952, 1953, 1954, 1955, 1956, 1957, 1958, 1959, 1960, 1961, 1962, 1966                                                 | [ 295 ]                                      |
|          | William Cumming Rose                | 1949, 1950, 1957, 1959, 1962, 1966 | [ 296 ]                                      |
|          | Michael Heidelberger                | 1949, 1953, 1962, 1968 | [ 297 ]                                      |

### 1950–1959
| Ritratto | Nome                               | Anni delle candidature                                           | Note                                         |
| -------- | ---------------------------------- | ---------------------------------------------------------------- | -------------------------------------------- |
|          | Archer Martin                      | 1950, 1951, 1952                                                 | Premio Nobel vinto nel 1952.                 |
|          | Richard Laurence Millington Synge  | 1950, 1951, 1952                                                 | Premio Nobel vinto nel 1952.                 |
|          | Melvin Calvin                      | 1950, 1957, 1958, 1959, 1960, 1961                               | Premio Nobel vinto nel 1961.                 |
|          | Dorothy Mary Crowfoot Hodgkin      | 1950, 1956, 1957, 1959, 1960, 1961, 1962, 1963, 1964             | Premio Nobel vinto nel 1964.                 |
|          | Robert S. Mulliken                 | 1950, 1957, 1961, 1963, 1964, 1965, 1966                         | Premio Nobel vinto nel 1966.                 |
|          | Paul Flory                         | 1950, 1952, 1956, 1957, 1964, 1965, 1968, 1969, 1970, 1974       | Premio Nobel vinto nel 1974.                 |
|          | Selman Waksman                     | 1950, 1951                                                       | Premio Nobel per la medicina vinto nel 1952. |
|          | Fritz Albert Lipmann               | 1950, 1952                                                       | Premio Nobel per la medicina vinto nel 1953. |
|          | George Beadle                      | 1950, 1954                                                       | Premio Nobel per la medicina vinto nel 1958. |
|          | Thérèse Tréfouël                   | 1950                                                             | [ 306 ]                                      |
|          | Gladwin Albert Hurst Buttle        | 1950                                                             | [ 307 ]                                      |
|          | Arthur Wahl                        | 1950                                                             | [ 308 ]                                      |
|          | John Warren Hamaker                | 1950                                                             | [ 309 ]                                      |
|          | Glenn E. Sheline                   | 1950                                                             | [ 310 ]                                      |
|          | Wendell Mitchell Latimer           | 1950                                                             | [ 311 ]                                      |
|          | Louis Werner                       | 1950                                                             | [ 312 ]                                      |
|          | Isadore Perlman                    | 1950                                                             | [ 313 ]                                      |
|          | Paul Kirk                          | 1950                                                             | [ 314 ]                                      |
|          | Raphael Consden                    | 1950, 1951                                                       | [ 315 ]                                      |
|          | Arthur Hugh Gordon                 | 1950, 1951                                                       | [ 316 ]                                      |
|          | Kaj Ulrik Linderstrøm-Lang         | 1950, 1953, 1956, 1958                                           | [ 317 ]                                      |
|          | Edward Joseph Conway               | 1950, 1959                                                       | [ 318 ]                                      |
|          | Hermann Irving Schlesinger         | 1950, 1952, 1953, 1954, 1955, 1956, 1957, 1958, 1959, 1960, 1961 | [ 319 ]                                      |
|          | Choh Hao Li                        | 1950, 1951, 1953, 1956, 1958, 1959, 1961, 1963, 1967             | [ 320 ]                                      |
|          | Burris Bell Cunningham             | 1950, 1962, 1963, 1964, 1965, 1966, 1967, 1968, 1969, 1970       | [ 321 ]                                      |
|          | Willard Libby                      | 1951, 1954, 1955, 1956, 1957, 1958, 1959, 1960                   | Premio Nobel vinto nel 1960.                 |
|          | Max Perutz                         | 1951, 1959, 1960, 1961, 1962, 1963                               | Premio Nobel vinto nel 1962.                 |
|          | Yasuhiko Asahina                   | 1951, 1952                                                       | [ 324 ]                                      |
|          | Axel Edvin Lindh                   | 1951, 1953                                                       | [ 325 ]                                      |
|          | Ian Heilbron                       | 1951, 1953                                                       | [ 326 ]                                      |
|          | Rudolph Albert Peters              | 1951, 1969                                                       | [ 327 ]                                      |
|          | Frederick Sanger                   | 1952, 1953, 1954, 1955, 1956, 1957, 1958                         | Premio Nobel vinto nel 1958.                 |
|          | Frits Zernike                      | 1952                                                             | Premio Nobel per la fisica vinto nel 1953.   |
|          | Claude Hudson                      | 1952                                                             | [ 330 ]                                      |
|          | Walther Kossel                     | 1952                                                             | [ 331 ]                                      |
|          | Francis Simon                      | 1952, 1954                                                       | [ 332 ]                                      |
|          | William Hume-Rothery               | 1952, 1957                                                       | [ 333 ]                                      |
|          | Marguerite Perey                   | 1952, 1958, 1961, 1965, 1966                                     | [ 334 ]                                      |
|          | Lyman Craig                        | 1952, 1953, 1954, 1955, 1956, 1957, 1958, 1959, 1960, 1965, 1969 | [ 335 ]                                      |
|          | Erwin Wilhelm Müller               | 1952, 1967, 1969                                                 | [ 336 ]                                      |
|          | Aleksandr Evseevič Braunštejn      | 1952, 1967, 1969                                                 | [ 337 ]                                      |
|          | Walter Hieber                      | 1952, 1956, 1965, 1966, 1968, 1969                               | [ 338 ]                                      |
|          | Emilio Segrè                       | 1953, 1954, 1955, 1956, 1957, 1958                               | Premio Nobel per la fisica vinto nel 1959.   |
|          | Øjvind Winge                       | 1953                                                             | [ 340 ]                                      |
|          | Izaak Maurits Kolthoff             | 1953, 1963, 1970                                                 | [ 341 ]                                      |
|          | Edward Tatum                       | 1954                                                             | Premio Nobel per la medicina vinto nel 1958. |
|          | Karl Ziegler                       | 1954, 1956, 1957, 1958, 1959, 1960, 1961, 1962, 1963             | Premio Nobel vinto nel 1963.                 |
|          | Giulio Natta                       | 1955, 1957, 1958, 1959, 1960, 1961, 1962, 1963                   | Premio Nobel vinto nel 1963.                 |
|          | George Porter                      | 1955, 1956, 1961, 1964, 1965, 1966, 1967                         | Premio Nobel vinto nel 1967.                 |
|          | Lars Onsager                       | 1955, 1956, 1957, 1958, 1960, 1962, 1964, 1965, 1966, 1967, 1968 | Premio Nobel vinto nel 1968.                 |
|          | Louis Fieser                       | 1955                                                             | [ 347 ]                                      |
|          | Josef Mattauch                     | 1955, 1959                                                       | [ 348 ]                                      |
|          | Félix Trombe                       | 1955, 1961                                                       | [ 349 ]                                      |
|          | Max Volmer                         | 1955, 1956, 1959, 1960, 1964, 1965                               | [ 350 ]                                      |
|          | Fritz Feigl                        | 1955, 1957, 1962, 1963, 1966, 1967                               | [ 351 ]                                      |
|          | John Clarke Slater                 | 1955, 1965, 1966, 1968, 1969, 1970                               | [ 352 ]                                      |
|          | Martin Kamen                       | 1955, 1962, 1963, 1964, 1968, 1969, 1970                         | [ 353 ]                                      |
|          | Severo Ochoa de Albornoz           | 1956, 1957, 1958, 1959                                           | Premio Nobel per la medicina vinto nel 1959. |
|          | Georges Lemaître                   | 1956                                                             | [ 355 ]                                      |
|          | Ernest Gale                        | 1956                                                             | [ 356 ]                                      |
|          | Joan P. Folkes                     | 1956                                                             | [ 357 ]                                      |
|          | Boris Aleksandrovič Arbuzov        | 1956                                                             | [ 358 ]                                      |
|          | Aleksandr Erminingel'dovič Arbuzov | 1956, 1957, 1961, 1962, 1967, 1968                               | [ 359 ]                                      |
|          | Heinz Fraenkel-Conrat              | 1956, 1960, 1961, 1962, 1963                                     | [ 360 ]                                      |
|          | Jannik Bjerrum                     | 1956, 1958, 1960, 1961, 1963, 1964, 1965, 1967                   | [ 361 ]                                      |
|          | Friedrich Emil Brauns              | 1956                                                             | [ 362 ]                                      |
|          | Karl Freudenberg                   | 1956, 1957, 1958, 1960, 1961, 1965, 1966, 1967, 1968, 1969, 1970 | [ 363 ]                                      |
|          | Oswald Avery                       | 1957                                                             | [ 364 ]                                      |
|          | Colin Munro MacLeod                | 1957                                                             | [ 365 ]                                      |
|          | Maclyn McCarty                     | 1957                                                             | [ 366 ]                                      |
|          | Marietta Blau                      | 1957                                                             | [ 367 ]                                      |
|          | Paul Henri Charpentier             | 1957                                                             | [ 368 ]                                      |
|          | Charles DuBois Coryell             | 1957                                                             | [ 369 ]                                      |
|          | Maurice-Marie Janot                | 1957                                                             | [ 370 ]                                      |
|          | Aleksandr Vladimirovič Palladin    | 1957                                                             | [ 371 ]                                      |
|          | Georgij Leon'tevič Stadnikov       | 1957                                                             | [ 372 ]                                      |
|          | Eric Rideal                        | 1957                                                             | [ 373 ]                                      |
|          | Bernard Leonard Horecker           | 1957, 1961                                                       | [ 374 ]                                      |
|          | Friedrich Hund                     | 1957, 1969                                                       | [ 375 ]                                      |
|          | Erich Hückel                       | 1957, 1965, 1966, 1967, 1968, 1969, 1970                         | [ 376 ]                                      |
|          | Carl Wagner                        | 1957, 1958, 1959, 1963, 1964, 1966, 1968, 1969, 1970             | [ 377 ]                                      |
|          | Luis Federico Leloir               | 1958, 1961, 1962, 1963, 1964, 1965, 1966, 1967, 1968, 1969, 1970 | Premio Nobel vinto nel 1970.                 |
|          | Gerhard Herzberg                   | 1958, 1960, 1961, 1963, 1965, 1966, 1969, 1970                   | Premio Nobel vinto nel 1971.                 |
|          | Vladimir Prelog                    | 1958, 1959, 1964, 1965, 1966, 1967, 1968, 1969, 1970             | Premio Nobel vinto nel 1975.                 |
|          | Georg Wittig                       | 1958, 1960, 1961, 1963, 1964, 1965, 1966, 1967, 1968, 1969, 1970 | Premio Nobel vinto nel 1979.                 |
|          | Maria Goeppert-Mayer               | 1958                                                             | Premio Nobel per la fisica vinto nel 1958.   |
|          | Johannes Hans Daniel Jensen        | 1958                                                             | Premio Nobel per la fisica vinto nel 1958.   |
|          | Bogdan Kamieński                   | 1958                                                             | [ 384 ]                                      |
|          | Max Mousseron                      | 1958                                                             | [ 385 ]                                      |
|          | Yoshiyuki Toyama                   | 1958                                                             | [ 386 ]                                      |
|          | Evgenij Zavojskij                  | 1958, 1960                                                       | [ 387 ]                                      |
|          | Jean Brachet                       | 1958, 1966                                                       | [ 388 ]                                      |
|          | Gerold Schwarzenbach               | 1958, 1960, 1963, 1964, 1965, 1968, 1970                         | [ 389 ]                                      |
|          | Herman Francis Mark                | 1958, 1965, 1967, 1968, 1969, 1970                               | [ 390 ]                                      |
|          | John Kendrew                       | 1959, 1961, 1962, 1963                                           | Premio Nobel vinto nel 1962.                 |
|          | Arthur Kornberg                    | 1959                                                             | Premio Nobel per la medicina vinto nel 1959. |
|          | Feodor Felix Konrad Lynen          | 1959, 1960, 1961, 1962, 1963, 1964, 1965                         | Premio Nobel per la medicina vinto nel 1964. |
|          | David Ezra Green                   | 1959                                                             | [ 394 ]                                      |
|          | Francis Owen Rice                  | 1959                                                             | [ 395 ]                                      |
|          | Günter Scheibe                     | 1959                                                             | [ 396 ]                                      |
|          | Frederick Rossini                  | 1959                                                             | [ 397 ]                                      |
|          | Jean Marcel Albert Chedin          | 1959                                                             | [ 398 ]                                      |
|          | Bror Alexander Ludvig Holmberg     | 1959                                                             | [ 399 ]                                      |
|          | Egon Wiberg                        | 1959, 1965                                                       | [ 400 ]                                      |
|          | William Gardner Pfann              | 1959, 1960, 1965, 1966, 1968                                     | [ 401 ]                                      |
|          | Walter Hans Schottky               | 1959, 1966, 1969                                                 | [ 402 ]                                      |
|          | Michael Polanyi                    | 1959, 1960, 1967, 1970                                           | [ 403 ]                                      |

### 1960–1969
| Ritratto | Nome                                      | Anni delle candidature                                     | Note                                         |
| -------- | ----------------------------------------- | ---------------------------------------------------------- | -------------------------------------------- |
|          | Derek Barton                              | 1960, 1961, 1962, 1963, 1964, 1965, 1966, 1967, 1968, 1969 | Premio Nobel vinto nel 1969.                 |
|          | Odd Hassel                                | 1960, 1963, 1965, 1966, 1967, 1968, 1969                   | Premio Nobel vinto nel 1969.                 |
|          | Ilya Prigogine                            | 1960, 1966                                                 | Premio Nobel vinto nel 1977.                 |
|          | James Watson                              | 1960, 1962                                                 | Premio Nobel per la medicina vinto nel 1962. |
|          | Francis Crick                             | 1960, 1962                                                 | Premio Nobel per la medicina vinto nel 1962. |
|          | Maurice Wilkins                           | 1960, 1962                                                 | Premio Nobel per la medicina vinto nel 1962. |
|          | Alfred Hershey                            | 1960, 1969                                                 | Premio Nobel per la medicina vinto nel 1969. |
|          | Wilhelm Gerard Burgers                    | 1960                                                       | [ 411 ]                                      |
|          | Martin Deutsch                            | 1960                                                       | [ 412 ]                                      |
|          | Andrew Benson                             | 1960                                                       | [ 413 ]                                      |
|          | Howard Cary                               | 1960                                                       | [ 414 ]                                      |
|          | Arnold Orville Beckman                    | 1960                                                       | [ 415 ]                                      |
|          | Jo Engl                                   | 1960                                                       | [ 416 ]                                      |
|          | Joseph Massolle                           | 1960                                                       | [ 416 ]                                      |
|          | Hans Vogt                                 | 1960                                                       | [ 417 ]                                      |
|          | Martha Cowles Chase                       | 1960                                                       | [ 418 ]                                      |
|          | Alfred Gierer                             | 1960, 1962                                                 | [ 419 ]                                      |
|          | John G. Aston                             | 1960, 1966                                                 | [ 420 ]                                      |
|          | Gerhard Schramm                           | 1960, 1963, 1964, 1965, 1966, 1967, 1968                   | [ 421 ]                                      |
|          | Manfred Eigen                             | 1960, 1962, 1963, 1964, 1965, 1966, 1967                   | Premio Nobel vinto nel 1967.                 |
|          | Ronald George Wreyford Norrish            | 1961, 1964, 1965, 1966, 1967                               | Premio Nobel vinto nel 1967.                 |
|          | Konrad Emil Bloch                         | 1961, 1962, 1963, 1964                                     | Premio Nobel per la medicina vinto nel 1964. |
|          | Torbjörn Caspersson                       | 1961                                                       | [ 425 ]                                      |
|          | Pierre Van Rysselberghe                   | 1961                                                       | [ 426 ]                                      |
|          | Efraim Racker                             | 1961                                                       | [ 427 ]                                      |
|          | Robert Corey                              | 1961, 1962                                                 | [ 428 ]                                      |
|          | Bo Lars Gunnar Sillén                     | 1961, 1964, 1965                                           | [ 429 ]                                      |
|          | Britton Chance                            | 1961, 1964, 1965, 1966                                     | [ 430 ]                                      |
|          | Georges Chaudron                          | 1961, 1963, 1964, 1965, 1968                               | [ 431 ]                                      |
|          | Johannes Martin Bijvoet                   | 1961, 1964, 1966, 1967, 1968, 1969, 1970                   | [ 432 ]                                      |
|          | Daniel Israel Arnon                       | 1961, 1962, 1965, 1966, 1967, 1968, 1969, 1970             | [ 433 ]                                      |
|          | Harry George Drickamer                    | 1961, 1965, 1966, 1967, 1968, 1969, 1970                   | [ 434 ]                                      |
|          | Leslie Orgel                              | 1961, 1970                                                 | [ 435 ]                                      |
|          | Ernst Otto Fischer                        | 1962, 1967, 1968, 1969, 1970                               | [ 436 ]                                      |
|          | Louis Néel                                | 1962, 1964                                                 | Premio Nobel per la fisica vinto nel 1970.   |
|          | Nikolaj Vasil'evič Belov                  | 1962                                                       | [ 438 ]                                      |
|          | Maurice Stacey                            | 1962                                                       | [ 439 ]                                      |
|          | Tadeusz Urbanski                          | 1962                                                       | [ 440 ]                                      |
|          | Karl-Wolfgang Mundry                      | 1962                                                       | [ 441 ]                                      |
|          | Peter Pauson                              | 1962                                                       | [ 442 ]                                      |
|          | Clemens Josef Schöpf                      | 1962                                                       | [ 443 ]                                      |
|          | Aleksandr Pavlovič Vinogradov             | 1962, 1964, 1965                                           | [ 444 ]                                      |
|          | Sanʼichirō Mizushima                      | 1962, 1964, 1967, 1968, 1970                               | [ 445 ]                                      |
|          | Louis Plack Hammett                       | 1962, 1963, 1964, 1965, 1967, 1968, 1969, 1970             | [ 446 ]                                      |
|          | Carl Djerassi                             | 1962, 1964, 1965, 1966, 1968, 1969, 1970                   | [ 447 ]                                      |
|          | Herbert Charles Brown                     | 1963, 1964, 1966, 1967, 1968, 1969                         | Premio Nobel vinto nel 1979.                 |
|          | Har Gobind Khorana                        | 1963, 1965, 1966, 1967                                     | Premio Nobel per la medicina vinto nel 1968. |
|          | Wilhelm Ludwig August Geilmann            | 1963                                                       | [ 450 ]                                      |
|          | Dionýz Ilkovič                            | 1963                                                       | [ 451 ]                                      |
|          | Noel Bryan Slater                         | 1963                                                       | [ 452 ]                                      |
|          | Gunnar Blix                               | 1963                                                       | [ 453 ]                                      |
|          | Ernst Klenk                               | 1963                                                       | [ 454 ]                                      |
|          | Stanley Bruckenstein                      | 1963                                                       | [ 455 ]                                      |
|          | James Baddiley                            | 1963, 1968                                                 | [ 456 ]                                      |
|          | Fritz Arndt                               | 1963, 1964, 1965, 1966, 1967, 1968, 1969                   | [ 457 ]                                      |
|          | John Monteath Robertson                   | 1963, 1969                                                 | [ 458 ]                                      |
|          | Edgar Bright Wilson Jr.                   | 1963, 1969                                                 | [ 459 ]                                      |
|          | Alberte Bucher Pullman                    | 1963, 1965, 1968, 1969                                     | [ 460 ]                                      |
|          | Bernard Pullman                           | 1963, 1965, 1968, 1969                                     | [ 461 ]                                      |
|          | Saul Winstein                             | 1963, 1966, 1967, 1968, 1969, 1970                         | [ 462 ]                                      |
|          | Alfred Valentin Champagnat                | 1963, 1966, 1970                                           | [ 463 ]                                      |
|          | Neil Bartlett                             | 1963, 1964, 1965, 1966, 1967, 1968, 1969, 1970             | [ 464 ]                                      |
|          | Charles Coulson                           | 1964                                                       | [ 465 ]                                      |
|          | Edmund Hirst                              | 1964                                                       | [ 466 ]                                      |
|          | Gopalasamudram Narayana Iyer Ramachandran | 1964                                                       | [ 467 ]                                      |
|          | Émile-Florent Terroine                    | 1964                                                       | [ 468 ]                                      |
|          | Paul Zamecnik                             | 1964                                                       | [ 469 ]                                      |
|          | Kazuo Yamafuji                            | 1964                                                       | [ 470 ]                                      |
|          | Arthur Holmes                             | 1964, 1965                                                 | [ 471 ]                                      |
|          | John Gunnar Malm                          | 1964, 1965, 1966                                           | [ 472 ]                                      |
|          | Howard H. Claassen                        | 1964, 1965, 1966                                           | [ 473 ]                                      |
|          | Henry H. Selig                            | 1964, 1965, 1966                                           | [ 474 ]                                      |
|          | Aleksandr Ivanovič Oparin                 | 1964, 1969                                                 | [ 475 ]                                      |
|          | Georg-Maria Schwab                        | 1964, 1969                                                 | [ 476 ]                                      |
|          | Bernd Theodor Matthias                    | 1964, 1966, 1970                                           | [ 477 ]                                      |
|          | František Šorm                            | 1964, 1967, 1970                                           | [ 478 ]                                      |
|          | Ephraim Katzir                            | 1964, 1966, 1967, 1968, 1969, 1970                         | [ 479 ]                                      |
|          | John Warcup Cornforth Jr.                 | 1965, 1966, 1967, 1968, 1969, 1970                         | Premio Nobel vinto nel 1975.                 |
|          | Jacques Monod                             | 1965                                                       | Premio Nobel per la medicina vinto nel 1965. |
|          | François Jacob                            | 1965                                                       | Premio Nobel per la medicina vinto nel 1965. |
|          | Paul Doughty Bartlett                     | 1965                                                       | [ 483 ]                                      |
|          | Daniel I. Arnon                           | 1965                                                       | [ 484 ]                                      |
|          | Seymour S. Cohen                          | 1965                                                       | [ 485 ]                                      |
|          | Oganes K. Davtyan                         | 1965                                                       | [ 486 ]                                      |
|          | Ulick Richardson Evans                    | 1965                                                       | [ 487 ]                                      |
|          | Stanley George Mason                      | 1965                                                       | [ 488 ]                                      |
|          | Geoffrey Ingram Taylor                    | 1965                                                       | [ 489 ]                                      |
|          | Henrik Gunnar Lundegårdh                  | 1965                                                       | [ 490 ]                                      |
|          | Leonard E. Mortenson                      | 1965                                                       | [ 491 ]                                      |
|          | Raymond Carlyle Valentine                 | 1965                                                       | [ 492 ]                                      |
|          | James Elliot Carnahan                     | 1965                                                       | [ 493 ]                                      |
|          | André Guinier                             | 1965                                                       | [ 494 ]                                      |
|          | Ivan Stranski                             | 1965, 1967                                                 | [ 495 ]                                      |
|          | Jean Roche                                | 1965, 1966, 1967                                           | [ 496 ]                                      |
|          | Erwin Chargaff                            | 1965, 1967                                                 | [ 497 ]                                      |
|          | Otto Kratky                               | 1965, 1967, 1968, 1969                                     | [ 498 ]                                      |
|          | Alan Walsh                                | 1965, 1966, 1967, 1968, 1969                               | [ 499 ]                                      |
|          | Charles Prévost                           | 1965, 1966, 1969, 1970                                     | [ 500 ]                                      |
|          | Rudolf Criegee                            | 1965, 1966, 1967, 1968, 1969, 1970                         | [ 501 ]                                      |
|          | Alfred Rieche                             | 1965, 1966, 1967, 1968, 1969, 1970                         | [ 502 ]                                      |
|          | George Joseph Popják                      | 1965, 1966, 1967, 1968, 1969, 1970                         | [ 503 ]                                      |
|          | Rudolf Hoppe                              | 1965, 1967, 1970                                           | [ 504 ]                                      |
|          | Albert Eschenmoser                        | 1965, 1966, 1968, 1969, 1970                               | [ 505 ]                                      |
|          | Marshall Warren Nirenberg                 | 1965, 1966, 1967, 1968                                     | Premio Nobel per la medicina vinto nel 1968. |
|          | Robert William Holley                     | 1966, 1967, 1968                                           | Premio Nobel per la medicina vinto nel 1968. |
|          | Stanford Moore                            | 1966, 1970                                                 | Premio Nobel vinto nel 1972.                 |
|          | William Howard Stein                      | 1966, 1970                                                 | Premio Nobel vinto nel 1972.                 |
|          | Richard Barrer                            | 1966                                                       | [ 510 ]                                      |
|          | Bernard Halpern                           | 1966                                                       | [ 511 ]                                      |
|          | Kurt Bruno Hannig                         | 1966                                                       | [ 512 ]                                      |
|          | James Franklin Hyde                       | 1966                                                       | [ 513 ]                                      |
|          | Arthur Lüttringhaus                       | 1966                                                       | [ 514 ]                                      |
|          | Edwin Theodore Mertz                      | 1966                                                       | [ 515 ]                                      |
|          | Laurens Lambertus Marie van Deenen        | 1966                                                       | [ 516 ]                                      |
|          | G. Horrëus de Haas                        | 1966                                                       | [ 517 ]                                      |
|          | Charles Louis Marie Claude Vernet         | 1966                                                       | [ 518 ]                                      |
|          | Bernard Maurice Lainé                     | 1966                                                       | [ 519 ]                                      |
|          | Jean Antoine Filosa                       | 1966                                                       | [ 520 ]                                      |
|          | Sol Spiegelman                            | 1966                                                       | [ 521 ]                                      |
|          | Thiruvengadam Rajendram Seshadri          | 1966, 1968                                                 | [ 522 ]                                      |
|          | Kenneth Pitzer                            | 1966, 1967, 1968, 1969                                     | [ 523 ]                                      |
|          | Robert Schwyzer                           | 1966, 1969, 1970                                           | [ 524 ]                                      |
|          | Geoffrey Wilkinson                        | 1967, 1968, 1969, 1970                                     | Premio Nobel vinto nel 1973.                 |
|          | Robert Bruce Merrifield                   | 1967, 1968, 1969, 1970                                     | Premio Nobel vinto nel 1984.                 |
|          | George Wald                               | 1967                                                       | Premio Nobel per la medicina vinto nel 1967. |
|          | Manuel Ballester Boix                     | 1967                                                       | [ 528 ]                                      |
|          | Jean Lecomte                              | 1967                                                       | [ 529 ]                                      |
|          | Rudi Lemberg                              | 1967                                                       | [ 530 ]                                      |
|          | James Joseph Lingane                      | 1967                                                       | [ 531 ]                                      |
|          | Richard Alan Morton                       | 1967                                                       | [ 532 ]                                      |
|          | Giorgio Piccardi                          | 1967                                                       | [ 533 ]                                      |
|          | Hans Eduard Schmid                        | 1967                                                       | [ 534 ]                                      |
|          | Frank Harold Spedding                     | 1967                                                       | [ 535 ]                                      |
|          | Ahmed Riad Tourky                         | 1967                                                       | [ 536 ]                                      |
|          | Ellison Hall Taylor                       | 1967                                                       | [ 537 ]                                      |
|          | Sheldon Datz                              | 1967                                                       | [ 538 ]                                      |
|          | Mary Belle Allen                          | 1967                                                       | [ 539 ]                                      |
|          | Frederick Robert Whatley                  | 1967                                                       | [ 540 ]                                      |
|          | Stephen Brunauer                          | 1967                                                       | [ 541 ]                                      |
|          | Paul Hugh Emmett                          | 1967                                                       | [ 542 ]                                      |
|          | Edward Teller                             | 1967                                                       | [ 543 ]                                      |
|          | Esmond Emerson Snell                      | 1967, 1969                                                 | [ 544 ]                                      |
|          | Frank Albert Cotton                       | 1967, 1970                                                 | [ 545 ]                                      |
|          | Donald James Cram                         | 1968, 1969                                                 | Premio Nobel vinto nel 1987.                 |
|          | George Andrew Olah                        | 1968, 1969                                                 | Premio Nobel vinto nel 1987.                 |
|          | Erika Cremer                              | 1968                                                       | [ 548 ]                                      |
|          | Kenneth George Denbigh                    | 1968                                                       | [ 549 ]                                      |
|          | Joseph Oakland Hirschfelder               | 1968                                                       | [ 550 ]                                      |
|          | Eugene Patrick Kennedy                    | 1968                                                       | [ 551 ]                                      |
|          | Boris Michjlovič Kozyrev                  | 1968                                                       | [ 552 ]                                      |
|          | Alfred Otto Carl Nier                     | 1968                                                       | [ 553 ]                                      |
|          | Eiji Ochiai                               | 1968                                                       | [ 554 ]                                      |
|          | Eugene George Rochow                      | 1968                                                       | [ 555 ]                                      |
|          | Einar August Stenhagen                    | 1968                                                       | [ 556 ]                                      |
|          | Hans Tuppy                                | 1968                                                       | [ 557 ]                                      |
|          | Anthony L. Turkevich                      | 1968                                                       | [ 558 ]                                      |
|          | David Warren Turner                       | 1968                                                       | [ 559 ]                                      |
|          | Otto Hermann Eduard Westphal              | 1968                                                       | [ 560 ]                                      |
|          | Aharon Katzir                             | 1968                                                       | [ 561 ]                                      |
|          | Brian Edward Cross                        | 1968                                                       | [ 562 ]                                      |
|          | Yusuke Sumiki                             | 1968                                                       | [ 563 ]                                      |
|          | Teijirō Yabuta                            | 1968                                                       | [ 564 ]                                      |
|          | Bernard Lewis                             | 1968                                                       | [ 565 ]                                      |
|          | Jakov Borisovič Zel'dovič                 | 1968                                                       | [ 566 ]                                      |
|          | Léon Velluz                               | 1968                                                       | [ 567 ]                                      |
|          | Maurice Legrand                           | 1968                                                       | [ 568 ]                                      |
|          | Marc Grosjean                             | 1968                                                       | [ 569 ]                                      |
|          | Arie Jan Haagen-Smit                      | 1968, 1970                                                 | [ 570 ]                                      |
|          | Henri Normant                             | 1968, 1969, 1970                                           | [ 571 ]                                      |
|          | Klaus Biemann                             | 1968, 1969, 1970                                           | [ 572 ]                                      |
|          | Ivo Zvara                                 | 1968                                                       | [ 573 ]                                      |
|          | Georgij Nikolaevič Flërov                 | 1968, 1969                                                 | [ 574 ]                                      |
|          | Konstantin Antonovič Petržak              | 1969                                                       | [ 575 ]                                      |
|          | Kai Manne Börje Siegbahn                  | 1969, 1970                                                 | Premio Nobel per la fisica vinto nel 1967.   |
|          | Horace Barker                             | 1969                                                       | [ 577 ]                                      |
|          | Francis Pettit Bundy                      | 1969                                                       | [ 578 ]                                      |
|          | Raymond Jean Calas                        | 1969                                                       | [ 579 ]                                      |
|          | Harry Julius Emeléus                      | 1969                                                       | [ 580 ]                                      |
|          | Theodor Förster                           | 1969                                                       | [ 581 ]                                      |
|          | Rolf Huisgen                              | 1969                                                       | [ 582 ]                                      |
|          | Charles Lambert Manneback                 | 1969                                                       | [ 583 ]                                      |
|          | David Nachmansohn                         | 1969                                                       | [ 584 ]                                      |
|          | Roberto Piontelli                         | 1969                                                       | [ 585 ]                                      |
|          | Eugene Rabinowitch                        | 1969                                                       | [ 586 ]                                      |
|          | Pëtr Aleksandrovič Rebinder               | 1969                                                       | [ 587 ]                                      |
|          | Horst Tobias Witt                         | 1969                                                       | [ 588 ]                                      |
|          | Melville Lawrence Wolfrom                 | 1969                                                       | [ 589 ]                                      |
|          | Helmut Zahn                               | 1969                                                       | [ 590 ]                                      |
|          | László Zechmeister                        | 1969                                                       | [ 591 ]                                      |
|          | Jacques Bénard                            | 1969                                                       | [ 592 ]                                      |
|          | Adolphe Van Tiggelen                      | 1969                                                       | [ 593 ]                                      |
|          | John Machlin Buchanan                     | 1969                                                       | [ 594 ]                                      |
|          | Egon Peter Gustav Stahl                   | 1969                                                       | [ 595 ]                                      |
|          | Franz Sondheimer                          | 1969                                                       | [ 596 ]                                      |
|          | Marc Julia                                | 1969                                                       | [ 597 ]                                      |
|          | Costin Nenitescu                          | 1969                                                       | [ 598 ]                                      |
|          | Rowland Pettit                            | 1969                                                       | [ 599 ]                                      |
|          | Friedrich Wilhelm Jost                    | 1969                                                       | [ 600 ]                                      |
|          | Albert Kirrmann                           | 1969                                                       | [ 601 ]                                      |
|          | Aleksandr Nikolaevič Nesmejanov           | 1969, 1970                                                 | [ 602 ]                                      |
|          | Pehr Victor Edman                         | 1969, 1970                                                 | [ 603 ]                                      |
|          | Jerker Porath                             | 1969, 1970                                                 | [ 604 ]                                      |
|          | Harden M. McConnell                       | 1969, 1970                                                 | [ 605 ]                                      |
|          | Gilbert Stork                             | 1969, 1970                                                 | [ 606 ]                                      |

### 1970–1971
| Ritratto | Nome                                  | Anni delle candidature | Note                                         |
| -------- | ------------------------------------- | ---------------------- | -------------------------------------------- |
|          | Jerome Karle                          | 1970                   | Premio Nobel vinto nel 1985.                 |
|          | John Charles Polanyi                  | 1970                   | Premio Nobel vinto nel 1986.                 |
|          | Karl Sune Detlof Bergström            | 1970                   | Premio Nobel per la medicina vinto nel 1982. |
|          | Walter Houser Brattain                | 1970                   | Premio Nobel per la fisica vinto nel 1956.   |
|          | John Desmond Bernal                   | 1970                   | [ 611 ]                                      |
|          | Gaston Charlot                        | 1970                   | [ 612 ]                                      |
|          | Michel Marcel Delhaye                 | 1970                   | [ 613 ]                                      |
|          | Boris Vladimorovič Derjagin           | 1970                   | [ 614 ]                                      |
|          | Nikolaj Markovič Emanuel'             | 1970                   | [ 615 ]                                      |
|          | Tetsuo Nozoe                          | 1970                   | [ 616 ]                                      |
|          | George Scatchard                      | 1970                   | [ 617 ]                                      |
|          | Hermann Theodor Felix Wieland         | 1970                   | [ 618 ]                                      |
|          | David Adriaan van Dorp                | 1970                   | [ 619 ]                                      |
|          | David Mervyn Blow                     | 1970                   | [ 620 ]                                      |
|          | David Chilton Phillips                | 1970                   | [ 621 ]                                      |
|          | Walter Hückel                         | 1970                   | [ 622 ]                                      |
|          | Christian Klixbüll-Jørgensen          | 1970                   | [ 623 ]                                      |
|          | John Wilson Boag                      | 1970                   | [ 624 ]                                      |
|          | Edwin James Hart                      | 1970                   | [ 625 ]                                      |
|          | Robert LeRoy Platzman                 | 1970                   | [ 626 ]                                      |
|          | Bernhardt Patrick John O’Mara Bockris | 1970                   | [ 627 ]                                      |
|          | Herbert Spencer Harned                | 1970                   | [ 628 ]                                      |
|          | Joseph Chatt                          | 1970                   | [ 629 ]                                      |
|          | Stig Melker Claesson                  | 1970                   | [ 630 ]                                      |
|          | George S. Hammond                     | 1970                   | [ 631 ]                                      |
|          | Aleksandr Nikolaevič Terenin          | 1970                   | [ 632 ]                                      |
|          | Charles Gilbert Overberger            | 1970                   | [ 633 ]                                      |
|          | Henry Montague Frey                   | 1970                   | [ 634 ]                                      |
|          | Jack Sylvester Hine                   | 1970                   | [ 635 ]                                      |
|          | Wolfgang Kirmse                       | 1970                   | [ 636 ]                                      |